# Championnat d'Azerbaïdjan de football 2016-2017
Navigation
Édition précédente Édition suivante
La saison 2016-2017 du Championnat d'Azerbaïdjan de football est la vingt-cinquième édition de la première division en Azerbaïdjan. Les huit meilleurs clubs du pays sont regroupés au sein d'une poule unique où ils s'affrontent quatre fois, deux fois à domicile et deux fois à l'extérieur. En fin de saison, le dernier du classement est relégué et remplacé par le champion de deuxième division.
Lors de cette saison, Qarabağ FK défend son titre face à 7 autres équipes.
Trois places qualificatives pour les compétitions européennes sont attribuées par le biais du championnat (1 places au second tour de qualification de la Ligue des champions 2016-2017 et 2 places au premier tour de qualification de la Ligue Europa 2016-2017). Une autre place qualificative pour la Ligue Europa sera garantie au vainqueur de l'Coupe d'Azerbaïdjan. Le dernier du championnat est relégué en Birinci Dasta.
C'est le Qarabağ FK, triple tenant du titre, qui remporte à nouveau la compétition après avoir terminé en tête du classement final, avec dix points d'avance sur son dauphin le FK Qabala et dix-neuf sur l'Inter Bakou. C'est le cinquième titre de champion d'Azerbaïdjan de l'histoire du club, qui réussit un troisième doublé en s'imposant en finale de la Coupe d'Azerbaïdjan face au FK Qabala.

## Participants
| \| AZAL Inter Bakou Kapaz Neftchi Bakou Qabala Qarabağ Sumgayit Zirə \| Localisation des clubs. |
| AZAL Inter Bakou Kapaz Neftchi Bakou Qabala Qarabağ Sumgayit Zirə                               |

Légende des couleurs
- Deuxième tour de qualification de la Ligue des Champions 2016-2017
- Premier tour de qualification de la Ligue Europa 2016-2017
- Promu de Birinci Dasta 2015-2016

| Club           | Classement 2015-2016 | Entraîneur        | Stade                              | Capacité théorique |
| -------------- | -------------------- | ----------------- | ---------------------------------- | ------------------ |
| Qarabağ FK     | 1                    | Gurban Gurbanov   | Azersun Arena                      | 5 800              |
| Zirə FK        | 2                    | Aykhan Abbasov    | Zira Olympic Sport Complex Stadium | 1 500              |
| FK Qabala      | 3                    | Roman Hryhorchuk  | Gabala City Stadium                | 2 000              |
| Inter Bakou    | 4                    | Zaur Svanadze     | Inter Arena                        | 8 125              |
| Kapaz PFC      | 5                    | Shahin Diniyev    | Ganja City Stadium                 | 27 000             |
| Neftchi Bakou  | 6                    | Elkhan Abdullayev | Bakcell Arena                      | 11 000             |
| AZAL PFK Bakou | 7                    | Tarlan Ahmadov    | AZAL Arena                         | 3 500              |
| FK Sumgayit    | 8                    | Samir Abbasov     | Kapital Bank Arena                 | 1 500              |

## Compétition

### Classement
Le classement est calculé avec le barème de points suivant : une victoire vaut trois points, le match nul un. La défaite ne rapporte aucun point.
Source : Classement officiel sur le site www.pfl.az.
| Rang | Équipe         | Pts | J  | G  | N  | P  | Bp | Bc | Diff |
| ---- | -------------- | --- | -- | -- | -- | -- | -- | -- | ---- |
| 1    | Qarabağ FK T C | 62  | 28 | 19 | 5  | 4  | 46 | 14 | +32  |
| 2    | FK Qabala      | 52  | 28 | 14 | 10 | 4  | 48 | 21 | +27  |
| 3    | Inter Bakou    | 43  | 28 | 11 | 10 | 7  | 39 | 33 | +6   |
| 4    | Zirə FK        | 39  | 28 | 10 | 9  | 9  | 29 | 26 | +3   |
| 5    | Kapaz PFC      | 36  | 28 | 9  | 9  | 10 | 24 | 27 | -3   |
| 6    | FK Sumgayit    | 35  | 28 | 9  | 8  | 11 | 28 | 35 | -7   |
| 7    | Neftchi Bakou  | 29  | 28 | 9  | 2  | 17 | 24 | 45 | -21  |
| 8    | AZAL PFK Bakou | 10  | 28 | 1  | 7  | 20 | 13 | 50 | -37  |

Qualifications européennes
Ligue des champions 2017-2018
- 1er : phase de groupes

Ligue Europa 2017-2018
- 2e 3e et 4e : 1er tour de qualification

Relégation
- 8e : relégation en Birinci Dasta

Abréviations
- T : Tenant du titre
- C : Vainqueur de la Coupe d’Azerbaïdjan 2016-2017

### Résultats
| Résultats (▼dom., ►ext.)                                   | AZL | INT | KAP | NEF | QAB | QAR | SUM | ZIR | AZL | INT | KAP | NEF | QAB | QAR | SUM | ZIR |
| AZAL PFK Bakou                                             |     | 1-3 | 0-1 | 0-2 | 0-0 | 0-1 | 1-1 | 0-1 |     | 0-1 | 1-2 | 0-1 | 1-1 | 1-2 | 1-2 | 0-3 |
| Inter Bakou                                                | 3-0 |     | 2-2 | 2-1 | 1-1 | 2-1 | 3-1 | 1-1 | 2-1 |     | 4-1 | 1-3 | 0-2 | 0-3 | 1-0 | 1-1 |
| Kapaz PFC                                                  | 0-0 | 0-0 |     | 2-0 | 1-1 | 1-1 | 0-0 | 2-0 | 1-1 | 1-0 |     | 2-0 | 2-0 | 0-1 | 1-0 | 1-0 |
| Neftchi Bakou                                              | 0-1 | 2-1 | 2-0 |     | 0-8 | 0-2 | 1-2 | 0-1 | 4-0 | 2-1 | 0-0 |     | 1-0 | 1-2 | 1-0 | 1-2 |
| FK Qabala                                                  | 3-0 | 0-0 | 2-0 | 4-1 |     | 2-0 | 2-0 | 1-0 | 2-0 | 4-3 | 2-1 | 1-0 |     | 2-0 | 1-1 | 1-1 |
| Qarabağ FK                                                 | 6-0 | 0-0 | 1-0 | 3-0 | 2-1 |     | 3-0 | 2-0 | 1-0 | 0-1 | 2-1 | 1-1 | 0-0 |     | 2-1 | 2-0 |
| FK Sumgayit                                                | 1-1 | 1-2 | 1-1 | 2-0 | 2-2 | 0-2 |     | 1-0 | 1-0 | 2-2 | 3-1 | 2-0 | 2-1 | 0-4 |     | 1-1 |
| Zirə FK                                                    | 3-1 | 1-1 | 2-0 | 2-0 | 0-2 | 0-2 | 0-1 |     | 2-1 | 1-1 | 1-0 | 3-0 | 2-2 | 0-0 | 1-2 |     |
| - Victoire à domicile - Match nul - Victoire à l'extérieur |     |     |     |     |     |     |     |     |     |     |     |     |     |     |     |     |

## Bilan de la saison
| Championnat d'Azerbaïdjan de football 2016-2017 |                       |
| Champion                                        | Qarabağ FK (5e titre) |
| Coupes et trophées                              |                       |
| Vainqueur de la Coupe d'Azerbaïdjan 2016-2017   | Qarabağ FK            |
| Qualifications continentales                    |                       |
| Ligue des champions de l'UEFA 2017-2018         | Qarabağ FK            |
| Ligue Europa 2017-2018                          | FK Qabala             |
| Ligue Europa 2017-2018                          | FK Inter Bakou        |
| Ligue Europa 2017-2018                          | Zirə FK               |
| Promotions et relégations                       |                       |
| Promus en Premyer Liqası                        | Səbail FK             |
| Relégués en I Divizionu                         | AZAL PFK Bakou        |

## Statistiques
Ce graphique représente le nombre de buts marqués lors de chaque journée.
* indique que tous les matches de la journée n'ont pas encore été disputés ou qu'il manque des données.

### Meilleurs buteurs
| Rang | Joueur             | Club          | Buts |
| ---- | ------------------ | ------------- | ---- |
| 1    | Filip Ozobić       | FK Qabala     | 11   |
| 1    | Rauf Aliyev        | Inter Bakou   | 11   |
| 3    | Dino Ndlovu        | Qarabağ FK    | 10   |
| 4    | Mirabdulla Abbasov | FK Sumgayit   | 8    |
| 5    | Bagaliy Dabo       | FK Qabala     | 7    |
| 5    | Nizami Hajiyev     | Inter Bakou   | 7    |
| 7    | Julien Ebah        | Kapaz PFC     | 6    |
| 7    | Amil Yunanov       | FK Sumgayit   | 6    |
| 7    | Sergei Zenjov      | FK Qabala     | 6    |
| 9    | Ruslan Abishov     | Inter Bakou   | 5    |
| 9    | Tural Akhundov     | Kapaz PFC     | 5    |
| 9    | Daniel Segovia     | Neftchi Bakou | 5    |

## Parcours en coupes d'Europe
Le parcours des clubs azerbaïdjanais en coupes d'Europe est important puisqu'il détermine le coefficient UEFA, et donc le nombre de clubs azerbaïdjanais présents en coupes d'Europe les années suivantes.

### Parcours européen des clubs
| Qarabağ FK    | Ligue des champions | Troisième tour de qualification | Viktoria Plzeň                              |
| Qarabağ FK    | Ligue Europa        | Phase de groupes                | AC Fiorentina PAOK Salonique Slovan Liberec |
| FK Qabala     | Ligue Europa        | Phase de groupes                | AS Saint-Étienne RSC Anderlecht Mayence 05  |
| Kapaz PFC     | Ligue Europa        | Deuxième tour de qualification  | Admira Wacker                               |
| Neftchi Bakou | Ligue Europa        | Deuxième tour de qualification  | KF Shkëndija                                |

### Coefficient UEFA du championnat azerbaïdjanais
Le classement UEFA de la fin de saison 2016-2017 permet d'établir la répartition et le nombre d'équipes pour les coupes d'Europe de la saison 2018-2019.
| Rang 2017 | Rang 2016 | Évolution | Ligue       | 2012-2013 | 2013-2014 | 2014-2015 | 2015-2016 | 2016-2017 | Coefficient | Places en Ligue des champions de l'UEFA | Places en Ligue des champions de l'UEFA | Places en Ligue des champions de l'UEFA | Places en Ligue des champions de l'UEFA | Places en Ligue Europa | Places en Ligue Europa | Places en Ligue Europa | Places en Ligue Europa | Places en Ligue Europa |
| Rang 2017 | Rang 2016 | Évolution | Ligue       | 2012-2013 | 2013-2014 | 2014-2015 | 2015-2016 | 2016-2017 | Coefficient | PG                                      | TB                                      | T3                                      | T2                                      | PG                     | TB                     | T3                     | T2                     | T1                     |
| --------- | --------- | --------- | ----------- | --------- | --------- | --------- | --------- | --------- | ----------- | --------------------------------------- | --------------------------------------- | --------------------------------------- | --------------------------------------- | ---------------------- | ---------------------- | ---------------------- | ---------------------- | ---------------------- |
| 25        | 22        | -3        | Norvège     | 4,900     | 2,600     | 2,200     | 7,250     | 1,375     | 18,325      | -                                       | -                                       | -                                       | 1                                       | -                      | -                      | -                      | -                      | 3                      |
| 26        | 26        | =         | Azerbaïdjan | 3,000     | 2,500     | 3,625     | 4,375     | 4,250     | 17,750      | -                                       | -                                       | -                                       | 1                                       | -                      | -                      | -                      | -                      | 3                      |
| 27        | 29        | +2        | Bulgarie    | 0,750     | 5,625     | 4,250     | 1,000     | 4,250     | 15,875      | -                                       | -                                       | -                                       | 1                                       | -                      | -                      | -                      | -                      | 3                      |

### Coefficient UEFA des clubs engagés en Coupe d'Europe
- Ligue des champions 2016-2017
- Ligue Europa 2016-2017

| Rang 2016 | Rang 2017 | Évolution | Club          | 2012-2013 | 2013-2014 | 2014-2015 | 2015-2016 | 2016-2017 | Coefficient UEFA |
| --------- | --------- | --------- | ------------- | --------- | --------- | --------- | --------- | --------- | ---------------- |
| 134       | 106       | +28       | Qarabağ FK    | 0,600     | 2,000     | 5,725     | 3,875     | 5,850     | 18,050           |
| 169       | 163       | -6        | Neftchi Bakou | 3,600     | 1,500     | 2,225     | 1,125     | 1,350     | 9,800            |
| 253       | 185       | +68       | FK Qabala     | 0,600     | 0,500     | 0,975     | 2,875     | 2,850     | 7,800            |
| -         | 299       | Nouveau   | Kapaz PFC     | 0,600     | 0,500     | 0,725     | 0,875     | 1,350     | 4,050            |